# Leptostrangalia malasiaca
Leptostrangalia malasiaca là một loài bọ cánh cứng trong họ Cerambycidae.